# Serrat de les Esglésies
El Serrat de les Esglésies és una serra situada al municipi d'Avinyó, a la comarca catalana del Bages, amb una elevació màxima de 536 metres.